# Шосе Лагос-Момбаса
Шосе Лагос–Момбаса (також відоме як шосе Момбаса–Лагос) або TAH 8 є трансафриканським шосе 8 — є основним дорожнім маршрутом між Західною та Східною Африкою. Його довжина становить 6259 км (3889 миль) і примикає до шосе Дакар-Лагос, з яким утворить (після завершення) найдовший східно-західний перетин континенту на загальну відстань 10,269 км (6,381 миль).

## Маршрут
Частина трансконтинентальної мережі доріг, яка розробляється Економічною комісією ООН для Африки (UNECA), Африканським банком розвитку (ADB) і Африканським союзом, маршрут перетинає Нігерію, Камерун, Центральноафриканську Республіку, Демократичну Республіку Конго, Уганда та Кенія.

### Нігерія і Камерун
Ця ділянка повністю заасфальтована, маршрут Лагос - Енугу - Баменда - Дуала - Яунде - Абонг Мбанг - Гаруа Булаї, який є кордоном Центральноафриканської Республіки. Прикордонна ділянка Екок - Мамфе була заасфальтована у 2015 році. Важлива гілка йде на південь від Яунде до Габону та Браззавіля, яка асфальтована аж до південного Габону і зараз є головною дорогою між південною та північно-західною Африкою.

### Перетин басейну річки Конго
Незважаючи на те, що на асфальтованих ділянках магістралі в Нігерії, Камеруні, Уганді та Кенії багато транспорту, наразі вона не є практичним маршрутом між Заходом і Сходом, оскільки центральна ділянка через Демократичну Республіку Конго складається лише з колій, які є непрохідними. після частого сильного дощу. Наявність густих тропічних лісів і необхідність частих переправ через річку створюють величезні проблеми для дорожніх інженерів. Через відсутність легких альтернативних шляхів торгівля зі сходу на захід має здійснюватися повітряним або морським транспортом і, отже, сильно обмежена.
Вважалося, що шосе пролягатиме від Бангассу в Центральноафриканській Республіці до Бути в ДР Конго через Бондо, але після громадянських воєн у Конго колії між цими містами стали непрохідними. ДР Конго повідомляє, що траса від Зонго (через річку від Бангі) через Гемену, Лісалу та Бумбу до Бути має вищий пріоритет для відновлення, і рекомендує цю альтернативу.
У східній ДР Конго маршрут пролягає від Кісангані до угандійського прикордонного поста в Мпондве через Команду та Бені. Ця земляна траса також часто буває непрохідною. Довший маршрут від Кісангані до кордону з Руандою в Букаву, використовуючи національну дорогу № 2, може бути кращим, оскільки дорога частково асфальтована, хоча після війни вона не використовувалася на південь від Валікале.
Від Букаву асфальтована дорога досягає Кігалі (Руанда) і з’єднується з існуючим маршрутом у Мбарарі в Уганді.

### Район Великих озер і східна частина
Східна ділянка шосе Лагос–Момбаса була асфальтована протягом кількох десятиліть і є основною магістраллю між районом Великих африканських озер і морем.
Шосе від Бужумбури (Бурунді) через Кігалі до Мбарари також можна вважати під’їзною дорогою, що з’єднує Бурунді та Руанду, які не мають виходу до моря, з морем у Момбасі.
Оскільки транспорт через ДР Конго сильно обмежений, східна частина також є головним дорожнім торговим шляхом для центрально-східної та північно-східної частини цієї країни. Після Другої війни в Конго агенції з надання допомоги та благодійні організації відправляють туди гуманітарну допомогу по шосе.
Східна частина, ймовірно, походить від терміна «Кіншасське шосе», метафори поширення ВІЛ/СНІДу в Африці вздовж торговельних шляхів, яке було досліджено вздовж шосе в Уганді та Кенії. Деякі джерела помилково описують Кіншасське шосе як справжню асфальтовану дорогу між Угандою та Кіншасою, але між сходом і заходом через ДР Конго ніколи не було більше, ніж грубих доріжок у чагарниках.
Східна ділянка шосе Лагос–Момбаса також є єдиною частиною всієї мережі, де загальновживана назва «Трансафриканська магістраль», яку можна побачити на кількох дорожніх знаках.

## Дивись також
- Трансафриканська мережа автомобільних доріг